# Marie Juliette Louvet
Marie Juliette Louvet (Pierreval, 9 de maio de 1867 — Paris, 24 de setembro de 1930) foi amante de Luís II, Príncipe de Mônaco, e a mãe da sua única filha, a princesa Carlota, Duquesa de Valentinois.
Conhecida como Juliette, Louvet era filha de Jacques Henri Louvet (1830-1910) e da sua primeira esposa, Josefina Elmire Piedefer (1828-1871). 
Ela casou-se com o fotógrafo Achille Delmaet, em 6 de outubro de 1885, tendo se divorciado em 14 de janeiro de 1893. Eles tiveram dois filhos: Georges Delmaet (1884-1955) e Marguerite Delmaet (1886-1894). 
Juliette Louvet tornou-se uma espécie de entertainer, alegadamente num cabaré como cantora (outras fontes identificam-na como uma lavadeira ou costureira), e em seguida, foi amante do Príncipe Luís II. Ela deu à luz Carlota, na Argélia, em 30 de setembro de 1898.